# Mario Duschenes
Mario Duschenes, CM, LL.D. (27 octobre 1923 – 31 janvier 2009) est flûtiste canadien qui a joué et la flûte traversière et la flûte à bec, ainsi qu'éducateur en musique et chef d'orchestre.

## Jeunesse
Mario Duschenes est né en Altona près de Hambourg (Allemagne) en 1923, fils de Franz et Grete Duschenes. Il étudie la flûte à bec, le solfège et le piano avant l'âge de douze ans. En 1935, il commence à étudier la flûte traversière avec son père et ses frères. Il se sauve de l'Allemagne juste avant la Deuxième Guerre mondiale, et étudie la flûte traversière, la composition musicale et la direction d'orchestre au Conservatoire de musique de Genève en Suisse. De 1943 à 1947 il complète sa formation sous Henri Gagnebin, André Pépin, Frank Martin, Dinu Lipatti et Isabelle Nef. Duschenes gagne le Prix de Virtuosité du Conservatoire en 1946, ainsi que le premier prix au Concours international 1947 des artistes musicaux en Genève,.

## Carrière
Duschenes fait la tournée de l'Europe comme soliste avec l'Ensemble Ars Antigua, et émigre vers Montréal, Québec, Canada en septembre 1948, parrainé par son frère aîné Rolf,. Il devient vite actif dans la scène musicale canadienne, et en août 1949 il monte et narre la première canadienne de L'Histoire du soldat par Stravinsky à l'Université McGill,. Il devient flûtiste principal de l'orchestre du Radio-Canada,, et paraît comme soliste avec la Musica Antica e Nuova, the McGill Chamber Orchestra and the Pro Musica Society. Il est membre fondateur du Trio Baroque de Montréal, qui fait des tournées fréquentes,, et fait plus que 30 enregistrements, y compris plusieurs avec son ami Jean-Pierre Rampal, flûtiste aussi. Entre 1970 et 1985, Duschenes est hôte de l'émission "Initiation à la musique avec Mario Duschenes" sur la Télévision de Radio-Canada.
Une grande partie de sa carrière est consacrée à inspirer l'amour de la musique parmi les jeunes. Il maîtrise la méthode d'enseignement de  
Carl Orff,. Son travail démontre aussi une influence de son épouse, la psychologue de l'enfance Ellyn Simons, à qui il se marie en 1951 et qui est mère de ses cinq enfants,. Il est l'auteur des œuvres d'éducation musicale largement diffusées et bien estimées, notamment la Method for the Recorder [Méthode de la flûte à bec] I (1957) et II (1962), la School Recorder Method [Méthode de la flûte à bec pour écoles] (1957), et Studies in Recorder Playing [Études au jeu de la flûte à bec] (1960),. Aussi il écrit et rédige d'autres œuvres, y compris des études pour la flûte à bec alto, et des arrangements des œuvres des périodes renaissance et baroque de Johann Sebastian Bach, et de Leopold Mozart.
En 1953, Duschenes est cofondateur du centre musical d'été du groupe Musiciens Amateurs du Canada (en) aux Laurentides près de Montréal, où il enseigne pendant nombreuses années,. Entre 1954 et 1970 il enseigne aussi à l'Université McGill, et ensuite à l'Université de Montréal de 1970 à 1973.
Duschenes devient chef d'orchestre des concerts de jeunesse pour plusieurs orchestres professionnels à travers le Canada. Il joue ce rôle à l'orchestre symphonique de Québec(1969–73), l'orchestre symphonique de Montréal (1970-81), l'orchestre du Centre national des arts à Ottawa (1973–88), l'orchestre symphonique de Toronto (1976) et l'orchestre symphonique d'Edmonton (1985),,. Sa contribution gracieuse et avunculaire à l'éducation musicale de la jeunesse a reçu bien d'éloges: le critique musicale du Globe and Mail écrit "Malgré toute la simplicité de langage de Duschenes, il arrive à atteindre un niveau intellectuel qui ne traite avec condescendance ni les enfants ni leurs parents", tandis que le critique de la Montreal Gazette remarque que Duschenes "fait probablement davantage pour l'image des concerts de jeunesse que n'importe qui d'autre au Canada".
Duschenes a aussi dirigé des concerts réguliers de l'orchestre symphonique de Montréal (1973–85) et de l'orchestre de chambre de Radio-Canada. En 1985 il est nommé directeur de l'orchestre symphonique de Terre-Neuve, poste qu'il détient jusqu'à 1992. Il paraît aussi comme chef d'orchestre invité pour d'autres orchestres canadiens, ainsi que l'orchestre symphonique de la Nouvelle-Zélande en 1987, 1989 et 1990,. 
À l'âge de 85 ans, Duschenes meurt à Montréal le 31 janvier 2009 à la suite d'un accident vasculaire cérébral.

## Honneurs
Duschenes reçoit la médaille du Conseil canadien de la musique en 1978, et devient membre de l'Ordre du Canada en 1985 pour son travail comme flûtiste de renommée internationale, enseignant et chef d'orchestre,,. Il est aussi récipiendaire des doctorats honorifiques de l'Université Concordia (Montréal) et de l'Université Memorial de Terre-Neuve (St-Jean, T.-N.),.